# Eudistomina
Las eudistominas son alcaloides β-carbolínicos aislados de tunicados del género Eudistoma y Lissoclinum. Estos compuestos han cobrado interés debido a sus propiedades antivirales, sobre todo la Eudistomina C.
Las eudistominas se clasifican de acuerdo a su sustituyente en la posición 1:
- β-Carbolinas simples: Por ejemplo Eudistominas D, J, N y O.
- Pirrolilcarbolinas: Provienen de la triptamina y un ácido 2-pirrolcarboxílico, quizá derivado de la prolina. Por ejemplo las eudistominas A, B, G, H, I, M, P, Q y V
- Indolilcarbolinas: Además de la unidad de triptamina constan de un anillo de indol, proveniente del triptófano. Por ejemplo la eudistomina U y las eudisinas A y B.
- Fenetilcarbolinas: Provenientes de la fenilalanina. R, S, T, W y X.
- 1,6,2-oxatiazepanos fusionados con carbolinas: Proceden de la cisteína. Eudistominas C, E, K y L.

### Pirrolilcarbolinas

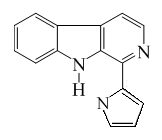
1-(1H-pirrol-2-il)-9H-β-carbolina

### Fenetilcarbolinas

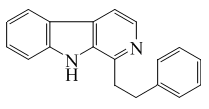
1-Fenetil-β-carbolina